# 10-й избирательный округ штата Вашингтон
10-й избирательный округ штата Вашингтон — избирательный округ Палаты представителей США, расположенный на западе штата. Округ был создан в результате переписи населения в 2010 году, в результате которой Вашингтон получил дополнительное место в Конгрессе, увеличив число мест в штате с 9 до 10. Центром округа является столица штата — Олимпия, и включает в себя части округов Терстон, Пирс и Мейсон.

## Варианты изменения границ
Согласно закону штата Вашингтон, комиссия, состоящая из двух республиканцев, двух демократов и председателя без права голоса, провела границы нового округа, а также создала новые границы существующих округов Вашингтона.
На комиссию по перераспределению штата Вашингтон была возложена задача по составлению карт избирательных округов через год после каждой переписи населения, включив новый 10-й округ Конгресса. Первые карты комиссии были опубликованы 13 сентября 2011 года. Также граждане и правозащитные группы создали несколько карт и представили их членам комиссии.

### Член комиссии Тим Сиз
Член комиссии Сиз, представляющий демократическую партию в Сенате штата, представил проект плана, согласно которому новый 10-й округ должен располагаться на юго-западе Пирса, севере Терстона, востоке Мейсона и юге Кинга. Округ включает в себя города Шелтон, Олимпия, Фикрест, Пасифик, Файф, Пьюаллуп и часть Такомы. Федерал-Уэй, Оберн, Бонни Лэйк, Ортин, Йелм и Макклири находились за пределами границ предложенного 10-го округа.
Данный предложенный 10-й округ проголосовал за демократа Патти Мюррей в борьбе с республиканцем Дино Росси с результатом «53,7 % — 46,3 %» на
выборах в Сенат США.

### Член комиссии Слейд Гортон
Член комиссии Слейд Гортон, представляющий республиканскую партию в Сенате штата, представил проект плана, согласно которому новый 10-й округ должен проходить через северную часть штата, огибая Каскадные горы и охватывая округа Айленд, Сан-Хуан, Уотком, Скаджит, Шелан, Дуглас, Оканоган, северную и восточную части Снохомиш и город Скайкомиш, расположенный в округе Кинг. В план входили такие города, как Беллингхем, Гранит Фоллс, Арлингтон, Монро, Венатчи, Оровилл и большая часть Кули Дам. Гран Кули, Куинси, Республика и Мэрисвилл находились за пределами предложенных границ. Данный предложенный 10-й округ отдал больше всего голосов за республиканца Дино Росси в борьбе с демократом Патти Мюррей с результатом «52.6 % — 47,4 %». Гортон также предполагал возможность изменения нумерации избирательных округов с запада на восток, что означало бы, что 10-й округ будет находиться на окраине штата на востоке, где располагался существующий (до 2012 года) 5-й округ.

### Член комиссии Дин Фостер
Член комиссии Фостер, представляющий демократическую партию в палате представителей штата, представил проект плана, согласно которому новый 10-й округ должен располагаться на Тихоокеанском побережье, полуострове Олимпик и юге залива Пьюджет, включая округа Пасифик, Грейс-Харбор, Клаллам, а также округа Джефферсон (кроме самой восточной части округа), западная часть округа Мейсон, север округа Терстон и юго-западная часть округа Пирс. Он должен включать в себя Секвим, Олимпию, Файф, Пуяллап, Итонвиль и Стейлакум. Данный предложенный 10-й округ проголосовал за демократа Пэтти Мюррей в борьбе с республиканцем Дино Росси с результатом «51,3 % — 48,7 %».

### Член комиссии Том Хафф
Член комиссии Хафф, представляющий республиканскую партию в палате представителей штата, представил проект плана, согласно которому новый 10-й округ будет полностью расположен на юге округа Кинг. В него вошли бы округа Федерал Уэй, Кент, Ньюкасл, СиТак, Де-Мойн, Пасифик, а также части южного Сиэтла, Оберн и Буриен. Данный предложенный 10-й округ проголосовал за демократа Пэтти Мюррей в борьбе с республиканцем Дино Росси с результатом «63% — 37 %».

### Карты третьих сторон
Несколько третьих сторон представили свои проекты планов на рассмотрение Комиссии. Один из данных планов был представлен организацией «United for Fair Representation WA / Win-Win Network», который имел сходства с проектом комиссара Фостера. Проект адвоката и бизнесмена Джона Милема также напоминает план комиссара Гортона. Предложение United for Fair Representation по карте единства также имеет округ, весьма похожий на проект предложения комиссара Цейса. Ван Андерсон представил предложение, включающее прибрежный/Олимпийский полуостров 10-й округ, аналогичный проекту предложения комиссара Фостера для 10-го округа..

### Компромисс Сиза и Гортона
16 декабря 2011 года на заседании комиссии по перераспределению членам комиссии Гортону и Сизу было поручено разработать карту избирательного округа к 2012 году, а Фостер и Хафф работали над законодательным планом для восточного Вашингтона. На заседании от 28 декабря Сиз и Гортон обнародовали предложенную карту округа. Согласно данному плану, центром округа являлась Олимпия. В округ также вошли авиабаза Форт-Льюис/Маккорд (объект Льюис — Маккорд), острова МакНэйл и Андерсон, города Шелтон, Тенино, Юниверсити Плейс, Пьюаллуп, Файф, Эджвуд, Самнер, большая часть востока Такомы и части округа Пирс — Милтон и Пасифик. Окончательный вариант карты 10-го избирательного округа оказался схож с предположением Гортона и Сиза.

### Окончательный план
Комиссия по перераспределению округов штата Вашингтон официально утвердила план 1 января 2012 года, то есть за два часа до установленного законом срока. Окончательный план 10-го избирательного округа был идентичен плану Гортона и Сиза. Единственным исключением стало то, что города Милтон и Пасифик были включены в 8-й округ. В качестве компенсации за потерю Милтона и Пасифика, граница между 10-м и 8-м округами была изменена с целью включения большего количества населения между городами Пуяллапом и Рой
.

## Недавние результаты президентских гонок
| Год  | Выборы    | Результат                     |
| ---- | --------- | ----------------------------- |
| 2012 | Президент | Барак Обама (Д) 56 — 41 %     |
| 2016 | Президент | Хиллари Клинтон (Д) 51 — 39 % |
| 2020 | Президент | Джо Байден (Д) 56 — 40 %      |

## Список представителей округа
| Представитель                            | Партия          | Года                          | Конгресс                | Электоральная история | Расположение округа                             |
| ---------------------------------------- | --------------- | ----------------------------- | ----------------------- | --- | ----------------------------------------------- |
| Округ был сформирован 3 января 2013 года |                 |                               |                         | |                                                 |
| Дэнни Хэк (Олимпия)                      | Демократическая | 3 января 2013 — 3 января 2021 | 113-й 114-й 115-й 116-й | Был избран в 2012 году. Был переизбран в 2014, 2016, 2018 годах. Ушел в отставку, чтобы участвовать в выборах на пост вице-губернатора штата Вашингтон. | 2013-н.в. Части округов Терстон, Пирс и Мейсон. |
| Мэрилин Стриклэнд (Такома)               | Демократическая | 3 января 2021 — н.в.          | 117-й 118-й 119-й       | Была избрана в 2020 году. Была переизбрана в 2022 году. Была переизбрана в 2024 году.                                                                   | 2013-н.в. Части округов Терстон, Пирс и Мейсон. |